# 古き自由な北の国
「古き自由な北の国」（ふるきじゆうなきたのくに、スウェーデン語: Du gamla, du fria）は、スウェーデンの国歌。民族学者で物語作家でもあるリカルド・ディベック (Richard Dybeck) によって詞が書かれ、19世紀の中頃にヴェストマンランド地方の民俗曲にのせて作られた。この歌は次第に人々の間に広まり、1880年代から国歌とみなされるようになった。
穏やかな曲調で、詩の前半はスウェーデンの自然を称えているが、後半はかつてのヴァイキングあるいはバルト帝国のことを歌っているかのような内容である。
。なお、最後の部分 Ja, jag vill leva, jag vill dö i Norden（我北欧に生き北欧に死すことを欲す）は、スコーネ地方でアイスホッケーやサッカーの試合前、皆で国歌を歌う場合、この Norden の部分はほとんど必ず Skåne と置き換えて歌われるそうである。

## 歌詞

### 原語
1.

Du gamla, du fria, du fjällhöga Nord,

du tysta, du glädjerika sköna!

Jag hälsar dig, vänaste land uppå jord,

din sol, din himmel, dina ängder gröna.

2.

Du tronar på minnen från fornstora dar,

då ärat ditt namn flög över jorden.

Jag vet, att du är och Du blir vad du var.

Ja, jag vill leva, jag vill dö i Norden!

### 日本語訳
1.

汝が歴史、汝が自由、汝峰の連なり多き北国、

汝が沈黙、汝喜びあふれた美、我は汝に挨拶する

地上にありて最も崇高なる汝に

汝の太陽、汝の青空、汝の草原の緑。

2.

汝が玉座は昔の記憶にあり、汝が名が世界を飛翔していた時代にあり。

我は知っている、

汝が今も昔も変わらずそのままでいることを。

おお、我北欧に生き、北欧に死すことを欲す！